# Miskolczy Gyula
Miskolczy Gyula (Szeged, 1892. október 14. – Bécsújhely, Ausztria, 1962. július 6.) magyar történész, levéltáros.
1922-től 1930-ig a Magyar Országos Levéltár munkatársaként dolgozott, 1930 és 1935 között pedig a Római Magyar Intézet igazgatója, egyúttal a Római Tudományegyetem nyugalmazott rendes tanára volt. 1928-tól a budapesti Pázmány Péter Tudományegyetem magántanáraként, 1935-től nyugalmazott rendes tanáraként tevékenykedett. Ezzel párhuzamosan a bécsi Collegium Hungaricum vezetője volt. 1933-ban a Magyar Tudományos Akadémia levelező tagja lett. 1948-ban Bécsben telepedett le, és haláláig a tudományegyetemen tanított. 1949-ben akadémiai tagságát megvonták, s csak 1989-ben állították vissza.
Fő kutatási területe Ausztria és Magyarország, illetve az Osztrák–Magyar Monarchia 19. századi története, valamint a horvátkérdés volt.

## Főbb művei
- A horvát kérdés története és irományai a rendi állam korában, I–II. köt., 1927–1928.
- A kamarilla a reformkorszakban, 1938.
- A magyar nép története a mohácsi vésztől az első világháborúig, 1956.
- Ungarn in der Habsburger-Monarchie, 1959.